# Positive ANIMATION
「Positive ANIMATION」は、2023年1月から2025年4月まで山口朝日放送で月曜 1:00 - 1:30（日曜深夜）に放送していた深夜アニメ枠 。

## 概要
30分のアニメ番組を1本放送する。基本的にラブコメディやライトノベル原作のアニメが放送される。

## 放送作品

### 放送終了
| 作品名                                           | 製作局 or 放送形態       | 放送期間                       |
| ------------------------------------------------ | ------------------------ | ------------------------------ |
| その着せ替え人形は恋をする                       | TOKYO MX、BS11           | 2023年1月9日 - 3月27日         |
| 青春ブタ野郎はバニーガール先輩の夢を見ない       | TOKYO MX、BS11、メ～テレ | 2023年4月3日 - 6月26日         |
| お隣の天使様にいつの間にか駄目人間にされていた件 | TOKYO MX                 | 2023年7月3日 - 10月2日         |
| 弱キャラ友崎くん                                 | TOKYO MX、BS11、AT-X     | 2023年10月16日 - 2024年1月15日 |
| 弱キャラ友崎くん 2nd STAGE                       | TOKYO MX、BS11、AT-X     | 2024年1月22日 - 4月15日        |
| ゼーガペイン                                     | テレビ東京               | 2024年4月22日 - 10月14日       |
| 最弱テイマーはゴミ拾いの旅を始めました。         | TOKYO MX、BS朝日         | 2024年10月21日 - 2025年1月13日 |
| 星降る王国のニナ                                 | TOKYO MX、BS朝日         | 2025年1月20日 - 4月7日         |